# Газотранспортная система Беларуси
Газотранспортная система Беларуси— разветвлённая система обеспечения потребителей природным газом для его применения в хозяйстве и бытовых нужд на территории Беларуси. Состоит из магистральных газопроводов, газопроводов в однониточном исчислении (диаметр от 100 до 1400 мм), газопроводов-отводов и распределительных сетей низкого давления, а также рядом газораспределительных станций и газохранилищ. По состоянию на конец 2017 года протяжённость магистральных газопроводов на территории Республики Беларусь составляет 7901 км.

## Краткая история
Газификация БССР началась в 1960 году после завершения строительства магистрального газопровода Дашава — Ивацевичи — Минск, а также ответвления на Гомель от газопровода Дашава — Киев — Брянск - Москва. В 1961—1965 годах газом были обеспечены города Брест, Барановичи, Гродно, Слоним, Волковыск, Лида и другие, а также множество деревень.
Новый этап в развитии газовой промышленности был связан с вводом в пользование в 1974 году мощной газотранспортной системы Торжок — Минск — Ивацевичи: на территорию БССР природный газ стал поступать из крупных месторождений Западной Сибири и Коми АССР. Потребление газа резко возросло с 3,5 млрд м³ в 1975 году до 14,8 в 1980 году. Электростанции, районные и промышленные котельные были переведены на газ, став потреблять 2/3 от общего объёма поставок природного газа. Повысилось потребление газа как промышленного сырья для технологических нужд в промышленности, в коммунально-бытовом хозяйстве. Большую роль газ играет в качестве химического сырья для производства пластмасс, минеральных удобрений («ГродноАзот») и другой продукции.
После аварии на Чернобыльской АЭС главное внимание в БССР стали уделять вопросам газификации пострадавших районов и обеспечения их жителей экологически чистым топливом, для чего интенсивно велось строительство отводов к малым городам, посёлкам и деревням. Надёжность газоснабжения заметно повысилась.

## Современное газоснабжение
В настоящее время газоснабжение в Республике Беларусь и транзитную транспортировку природного газа обеспечивает газотранспортная система (ГТС), которую эксплуатирует и развивает ОАО «Белтрансгаз»: он включает в себя газопроводы следующей протяжённости:
- 6983 км в однониточном исчислении
- 2821 км магистральных газопроводов
- 4162 км газопроводов-отводов и распределительных сетей низкого давления

В качестве вспомогательных структур в системе газоснабжения Беларуси есть:
- 6 линейных компрессорных станций (КС) и 16 компрессорных цехов общей мощностью 640,6 МВт
- 2 подземных хранилища газа с КС мощностью 9,1 МВт
- 223 газораспределительные станции (ГРС)
- 6 газоизмерительных станций (ГИС)
- 24 автомобильные газонаполнительные компрессорные станции (АГНКС) с установленной суммарной производительностью 9000 заправок в сутки.